# كوكال تدرجي
كوكال تدرجي (الاسم العلمي: Centropus phasianinus) (بالإنجليزية: Pheasant Coucal)‏ هو نوع من الطيور يتبع جنس الكوكال من فصيلة طيور الوقواق.